# Los Angeles Stars 1968-1969
La stagione 1968-69 dei Los Angeles Stars fu la 2ª nella ABA per la franchigia.
I Los Angeles Stars arrivarono quinti nella Western Division con un record di 33-45, non qualificandosi per i play-off.

## Roster
| N° | Naz.                   | Ruolo | Sportivo         | Anno | Alt. | Peso |
| -- | ---------------------- | ----- | ---------------- | ---- | ---- | ---- |
| 10 | Stati Uniti (bandiera) | G     | Mervin Jackson   | 1946 | 191  | 79   |
| 12 | Stati Uniti (bandiera) | G     | George Lehmann   | 1942 | 183  | 82   |
| 14 | Stati Uniti (bandiera) | A     | Jay Miller       | 1943 | 196  | 93   |
| 20 | Stati Uniti (bandiera) | G     | Steve Chubin     | 1944 | 188  | 91   |
| 20 | Stati Uniti (bandiera) | G     | Jim Jarvis       | 1943 | 185  | 79   |
| 21 | Stati Uniti (bandiera) | G     | Bob Warren       | 1946 | 196  | 86   |
| 22 | Stati Uniti (bandiera) | A     | Edgar Lacey      | 1944 | 198  | 86   |
| 32 | Stati Uniti (bandiera) | A     | Brian Brunkhorst | 1945 | 198  | 94   |
| 33 | Stati Uniti (bandiera) | A     | George Stone     | 1946 | 201  | 88   |
| 35 | Stati Uniti (bandiera) | AC    | Dennis Grey      | 1947 | 203  | 98   |
| 40 | Stati Uniti (bandiera) | GA    | Ben Warley       | 1936 | 196  | 91   |
| 42 | Stati Uniti (bandiera) | A     | Elvin Ivory      | 1948 | 203  | 95   |
| 44 | Stati Uniti (bandiera) | GA    | Larry Miller     | 1946 | 193  | 86   |
| 50 | Stati Uniti (bandiera) | C     | Ed Johnson       | 1944 | 203  | 93   |
| 55 | Stati Uniti (bandiera) | AC    | Warren Davis     | 1943 | 198  | 96   |

## Staff tecnico
- Allenatore: Bill Sharman